# Tres desitjos
Tres desitjos (títol original: Three Wishes) és una pel·lícula estatunidenca dirigida per Martha Coolidge, estrenada l'any 1995. Ha estat doblada al català.

## Argument
Tom evita per poc, d'atropellar un vianant amb el seu cotxe. Sota el xoc, es posa llavors a recordar de la seva infantesa, a partir del dia que la seva mare, Jeanne, va atropellar Jack, un jove de vint anys.
Aquesta, sola amb els seus dos fills, després que el seu marit va desaparèixer a Àsia durant la guerra, proposa a Jack, vagabund acompanyat del seu gos, d'instal·lar-se a casa seva, el temps de la seva convalescència (a causa de l'accident, té el peu enguixat).
Jeanne que viu en una urbanització ben cuidada dels anys 50, en una petita ciutat de les Estats Units, serà objecte de xafarderies. Però això serà de curta durada, Jack ràpidament és acceptat per la comunitat, sobretot pels pares de família. Entrenarà fins i tot els nois de la urbanització a beisbol.
Va canviar la vida de Jeanne d'una manera inesperada... Ell i el seu gos molt especial, van aportar una mica de màgia a la vida d'aquesta família. Tom prendrà afecte per Jack, esperant que esdevingui el seu segon pare... Però Jack no arribarà mai totalment a fondre's en el motlle del suburbi perfecte. A més, Jeanne i ell retindran els seus sentiments. I una altra prova afectarà la família.

## Repartiment
- Patrick Swayze: Jack McCloud
- Mary Elizabeth Mastrantonio: Jeanne Holman
- Joseph Mazzello: Tom Holman
- Seth Mumy: Gunther 'Gunny' Holman
- David Marshall Grant: Phil
- Jay O. Sanders: Entrenador Schramka